# Juli 1998
Dit artikel geeft een chronologisch overzicht van alle belangrijke gebeurtenissen per dag in de maand juli van het jaar 1998.

## Gebeurtenissen

### 2 juli
- Koningin Beatrix en prins Claus arriveren in Warschau voor een staatsbezoek van drie dagen.

### 3 juli
- De militaire regering van Nigeria laat alle politieke gevangenen vrij, onder wie Moshood Abiola, die waarschijnlijk de enkele jaren geleden gehouden verkiezingen heeft gewonnen. Abiola overlijdt voor zijn vrijlating aan een hartaanval.

### 4 juli
- Het Nederlands elftal bereikt de halve finales van het WK voetbal 1998 in Frankrijk door Argentinië met 2-1 te verslaan. Het beslissende doelpunt in Marseille komt in de slotminuut op naam van aanvaller Dennis Bergkamp.

### 5 juli
- Door een zege op Goran Ivanisevic wint tennisser Pete Sampras voor de vijfde keer Wimbledon.

### 6 juli
- De onderhandelaars van PvdA, VVD en D66 bereiken een akkoord over het financiële beleid van een te vormen tweede paarse kabinet. Daarmee is de belangrijkste hobbel in de kabinetsformatie genomen.

### 7 juli
- De effectenbeurzen van Londen en Frankfurt gaan vergaand samenwerken. Samen beschikken ze over bijna de helft van de handel. Parijs is woedend en zint op een tegenalliantie. Amsterdam en andere Europese beurzen geven echter de voorkeur aan aansluiting bij de Britten en Duitsers.
- Regerend wereldkampioen Brazilië stuit het Nederlands elftal in de halve finales van het WK voetbal 1998 in Frankrijk. Oranje verliest na strafschoppen, nadat beide ploegen in de reguliere speeltijd en de daaropvolgende verlenging op 1-1 zijn blijven steken. Patrick Kluivert scoort voor Nederland.

### 8 juli
- Hans van Mierlo, oprichter van D66, kondigt aan na 32 jaar de politiek te verlaten. Hij ziet af van een Kamerzetel en wil geen minister meer worden nu Buitenlandse Zaken niet voor D66 beschikbaar is.
- ABN Amro koopt een controlerend belang in Banco Real in Brazilië. De derde bank van Brazilië betekent met een prijs van 4,2 miljard gulden de grootste acquisitie uit de geschiedenis van de bank.

### 9 juli
- Defensie zegt mee te willen werken aan NAVO-onderzoek naar kankergevallen bij militairen die hebben gewerkt met het radargeleide luchtafweersysteem Hawk. Ook Nederlandse militairen melden zich met klachten. Er volgt een nationaal onderzoek.
- Barry McCaffrey, drugsadviseur van de Amerikaanse president Bill Clinton, noemt aan de vooravond van een bezoek aan Nederland het Nederlandse drugsbeleid “een volslagen ramp'. Later stelt hij zijn oordeel bij.

### 11 juli
- In de troostfinale van het WK voetbal 1998 in Frankrijk verliest hetNederlands elftal in Parijs met 2-1 van Kroatië. Davor Šuker beslist de wedstrijd nog voor rust in het voordeel van de ploeg van bondscoach Miroslav Blažević.

### 12 juli
- Gastland Frankrijk wint voor de eerste keer in zijn geschiedenis de wereldtitel door Brazilië met 3-0 te verslaan in de finale van het WK voetbal.

### 13 juli
- IHC Caland krijgt een grote order voor de bouw van een drijvende olie-opslagplaats in Birma. Mensenrechtenorganisaties reageren verontwaardigd vanwege de militaire dictatuur in het land.

### 15 juli
- Een internationaal kinderpornonetwerk met een Nederlandse tak heeft jonge peuters misbruikt en afbeeldingen verspreid op internet. In de woning van Gerd Ulrich in Zandvoort worden duizenden afbeeldingen gevonden. Ulrich blijkt in Italië vermoord. In verband hiermee wordt Robbie van der P. gearresteerd. Het netwerk wordt ontdekt door de Belgische werkgroep Morkhoven, die zich opwerpt als kinderpornobestrijder. De werkgroep komt in conflict met de politie die meer informatie eist.

### 16 juli
- De fracties van PvdA, VVD en D66 keuren het concept-regeerakkoord goed.
- Een dreun voor het Openbaar Ministerie in de strijd tegen misbruik van voorwetenschap op de beurs. Alle verdachten in de Bols-Wessanenzaak worden door de Amsterdamse rechtbank vrijgesproken. Het bewijs, vooral circumstantial van aard, wordt overtuigend geacht.

### 17 juli
- Den Haag wordt de vestigingsplaats voor een op te richten Internationaal Strafhof. Dit hof moet individuele oorlogsmisdadigers en mensen die worden verdacht van genocide en misdaden tegen de menselijkheid vervolgen. De Verenigde Staten stemmen tegen.
- Tsaar Nicolaas II en zijn familie worden in de Sint-Catherinakapel in Sint-Petersburg begraven, 80 jaar nadat ze door Bolsjewieken werden vermoord.
- Een tsunami, gegenereerd door een onderzeese aardbeving, vernielt 10 dorpen en doodt 1500 mensen in Papoea-Nieuw-Guinea.

### 30 juli
- Na de afronding van de kabinetsformatie draagt Frits Bolkestein de leiding van de VVD over aan Hans Dijkstal.

<< · januari · februari · maart · april · mei · juni · juli · augustus · september · oktober · november · december · >>